# سنجر قوت‌اف
سنجر قوّت‌اف (زاده ۸ ژانویه ۱۹۹۰) فوتبالیست ازبکستانی است. برای تیم ملی ازبکستان در رده‌های مختلف بازی کرده‌است.